# توم مولهولاند
توم مولهولاند (بالإنجليزية: Tom Mulholland)‏ هو لاعب كرة قدم أمريكية أمريكي، ولد في 1968 في بيثيسدا في الولايات المتحدة.